# Astacilla gibbossa
Astacilla gibbossa är en kräftdjursart som beskrevs av Pillai 1954. Astacilla gibbossa ingår i släktet Astacilla och familjen Arcturidae. Inga underarter finns listade i Catalogue of Life.